# Incident de l'appareil militaire abattu en Abkhazie
 (novembre 2020).
L'incident de l'appareil militaire abattu en Abkhazie en 2007 fait référence à la possible destruction, par le système anti-aérien de la Géorgie, d'un avion militaire qui a violé l'espace aérien de la Géorgie le 21 août 2007. La Géorgie n'a toujours pas confirmé si l'avion a été abattu. Le gouvernement séparatiste d'Abkhazie a déclaré qu'un avion s'était écrasé et a rejeté l'affirmation selon laquelle il avait été abattu,.

## Réactions

### Géorgie
Sur le site officiel du ministère géorgien des Affaires étrangères, une déclaration est publiée selon laquelle le 21 août, un avion de combat volant depuis la Russie a violé à deux reprises l'espace aérien géorgien dans la région séparatiste de l'Abkhazie en Géorgie. Il indique en outre que les systèmes antiaériens géorgiens suivaient les incursions et qu'une note officielle de protestation exigeant une explication avait été envoyée au ministère russe des Affaires étrangères. Selon la Géorgie, les avions volaient à une vitesse comprise entre 450 et 490 km/h.
Un haut responsable du gouvernement géorgien déclare le 24 août que les forces géorgiennes ont tiré sur l'avion prétendument russe. Il ne peut cependant pas confirmer si l'avion a été abattu, mais ajoute qu'une section de forêt voisine, dans la gorge de Kodori en Abkhazie, avait pris feu, et le porte-parole du ministère géorgien de l'Intérieur Shota Utiashvili déclare que les habitants ont déclaré avoir entendu "une explosion" lorsque les forces ont tiré sur l'avion. Des enquêteurs sont envoyés pour examiner si l'avion a été abattu. Les responsables géorgiens déclarent que l'éventuel abattage n'a pas été signalé plus tôt car ils contrôlaient toujours les informations.
Le 26 août, le ministère géorgien des affaires étrangères publie une déclaration indiquant que du 20 au 22 août, "la violation continue de l’espace aérien géorgien a été observée par les radars du Ministère de la défense et des témoins oculaires" en Haute-Abkhazie. Utiashvili explique que "ces avions sont entrés et sont revenus de la Russie, donc nous pensons que c'étaient des avions russes. C'est pourquoi nous voulons que la Russie participe à l'enquête". Le vice-ministre géorgien des Affaires étrangères, Georgy Mandzhgaladze, a déclaré plus tôt que la Géorgie était sur le point de participer à un programme de l'OTAN qui intégrerait le système radar géorgien dans celui de l'OTAN. Cela donnerait à l'alliance plus d'informations sur l'espace aérien de la Géorgie et aiderait à déterminer la vérité si des incidents similaires se produisaient.

### Russie
Le ministère russe de la Défense nie l'accusation et le général Iouri Balouïevski (en) rejette l'affirmation de la Géorgie selon laquelle les avions russes violaient son espace aérien comme des "hallucinations" parce que "les avions de combat ne volent pas à une telle vitesse. Même les hélicoptères ne volent qu'à des vitesses légèrement inférieures". La Russie suggère également que les dirigeants géorgiens aient fabriqué les incidents pour faire dérailler les consultations prévues sur l'Ossétie du Sud.
Le 26 août, le ministère russe de la Défense nie fermement que des appareils russes aient violé le territoire géorgien, se référant à l'accusation de la Géorgie selon laquelle les avions militaires russes ont violé continuellement l'espace aérien géorgien du 20 au 22 août. Aleksandr Drobychevski déclaré que "Tous nos avions étaient dans les aérodromes au moment où l'intrusion apparente dans l'espace aérien géorgien a eu lieu". Il a ajoute que les avions de l'armée de l'air "n'ont effectué aucun vol dans la région".

### Abkhazie
Le ministre des Affaires étrangères de facto de l'Abkhazie, Sergueï Chamba (en), confirme le 26 août qu'un avion non identifié s'est écrasé sur son territoire cette semaine et déclare qu'il pense qu'il s'agit d'un avion géorgien ou peut-être même d'un avion espion américain. Il a ajouté que l'avion "a dans le passé violé à plusieurs reprises notre espace aérien. Il est tombé tout seul, personne ne l'a abattu". Il déclare que l'avion venait de la mer Noire et était descendu dans les montagnes de la Haute-Abkhazie.